# Swathi
Swathi – gaun wikas samiti w zachodniej części Nepalu w strefie Lumbini w dystrykcie Nawalparasi. Według nepalskiego spisu powszechnego z 2001 roku liczył on 1645 gospodarstw domowych i 9702 mieszkańców (4799 kobiet i 4903 mężczyzn).